# Alexia Fancelli
Alexia Fancelli (La Ciotat, 3 de noviembre de 1992) es una deportista francesa que compite en vela en la clase Formula Kite.
Ganó dos medallas de bronce en el Campeonato Mundial de Formula Kite, en los años 2017 y 2018, y dos medallas en el Campeonato Europeo de Formula Kite, plata en 2017 y bronce en 2018.

## Palmarés internacional
| \| Campeonato Mundial \| Campeonato Mundial \| Campeonato Mundial \| Campeonato Mundial \| \| Año \| Lugar \| Medalla \| Clase \| \| ------------------ \| --------------------- \| ------------------ \| ------------------ \| \| 2017 \| Mascate (Omán) \| Medalla de bronce \| Formula Kite \| \| 2018 \| Aarhus (Dinamarca) \| Medalla de bronce \| Formula Kite \| \| Campeonato Europeo \| \| \| \| \| Año \| Lugar \| Medalla \| Clase \| \| 2017 \| Estambul (Turquía) \| Medalla de plata \| Formula Kite \| \| 2018 \| La Rochelle (Francia) \| Medalla de bronce \| Formula Kite \| |                       |                   |              |
| Campeonato Mundial |                       |                   |              |
| Año | Lugar                 | Medalla           | Clase        |
| 2017 | Mascate (Omán)        | Medalla de bronce | Formula Kite |
| 2018 | Aarhus (Dinamarca)    | Medalla de bronce | Formula Kite |
| Campeonato Europeo |                       |                   |              |
| Año | Lugar                 | Medalla           | Clase        |
| 2017 | Estambul (Turquía)    | Medalla de plata  | Formula Kite |
| 2018 | La Rochelle (Francia) | Medalla de bronce | Formula Kite |